# Parupeneus macronemus
Parupeneus macronemus är en fiskart som först beskrevs av Lacepède, 1801.  Parupeneus macronemus ingår i släktet Parupeneus och familjen mullefiskar. Inga underarter finns listade i Catalogue of Life.